# پرامود چاکراوورتی
پرامود چاکراوورتی (انگلیسی: Pramod Chakravorty; ۱۵ اوت ۱۹۲۹ – ۱۲ دسامبر ۲۰۰۴) کارگردان فیلم و تهیه‌کننده فیلم اهل هند بود.
وی کارگردان فیلم‌هایی همچون باروت (فیلم ۱۹۹۸)، دیدار، بی‌خدا، ساعت ۱۲، کرم شب‌تاب، دختر رویایی و عشق در توکیو بوده‌است.